# Chānasma
Chānasma är en ort i Indien.   Den ligger i distriktet Patan och delstaten Gujarat, i den västra delen av landet, 800 km sydväst om huvudstaden New Delhi. Chānasma ligger 71 meter över havet och antalet invånare är 15 572.
Terrängen runt Chānasma är mycket platt. Runt Chānasma är det tätbefolkat, med 331 invånare per kvadratkilometer. Närmaste större samhälle är Pātan, 15,2 km norr om Chānasma. Trakten runt Chānasma består till största delen av jordbruksmark.